# Шестнадесета мотострелкова дивизия
Шестнадесета мотострелкова дивизия е дивизия на българската армия.

## История
Създадена е с министерска заповед № 0034 от 6 февруари 1961 г. чрез трансформиране на 16-а планинска стрелкова бригада. През 1950 г. е създадена бригадата с щаб в Звездец и ѝ е даден номера на 16-а пехотна дивизия. Щабът на дивизията е в град Бургас. Състои се от деветдесет и шести мотострелкови полк с щаб Бургас, тридесет и трети мотострелкови полк с щаб в село Звездец, тридесет и седми мотострелкови полк в Царево, шестнадесети мотострелкови полк в Грудово, днес Средец и 88-и дивизион за артилерийска поддръжка отново в Средец. Целта на дивизията е да защитава югоизточната граница на България с Турция. След 1990 г. дивизията е трансформирана в шестнадесета механизирана бригада, която през 1998 г. получава името черноморска. През 2000 г. бригадата е окончателно закрита. Бригадата е наследник на десета пехотна беломорска дивизия и 16-а пехотна дивизия.

### Началници на ракетните войски и артилерията
- полковник Борис Бобев 15 септември 1980 – 21 септември 1981